# Xã Linn, Quận Woodford, Illinois
Xã Linn (tiếng Anh: Linn Township) là một xã thuộc quận Woodford, tiểu bang Illinois, Hoa Kỳ. Năm 2010, dân số của xã này là 287 người.